# Дикличи (община Требине)
Дикличи (на сръбски: Диклићи) е село в Босна и Херцеговина, разположено в община Требине, в ентитета на Република Сръбска. Населението му според преброяването през 2013 г. е 1 жител, 1 (100,00 %) сърбин.

## Население
Численост на населението според преброяванията през годините:
- 1961 – 81 души
- 1971 – 50 души
- 1981 – 29 души
- 1991 – 13 души
- 2013 – 1 души